# El Carpio
El Carpio é um município da Espanha na província de Córdova, comunidade autónoma da Andaluzia. Tem 46,68 km² de área e em 2021 tinha 4 382 habitantes (densidade: 93,9 hab./km²).

## Demografia
| Variação demográfica do município entre 1991 e 2004 | Variação demográfica do município entre 1991 e 2004 | Variação demográfica do município entre 1991 e 2004 | Variação demográfica do município entre 1991 e 2004 |
| --------------------------------------------------- | --------------------------------------------------- | --------------------------------------------------- | --------------------------------------------------- |
| 1991                                                | 1996                                                | 2001                                                | 2004                                                |
| 4655                                                | 4497                                                | 4394                                                | 4473                                                |